# Aeroportul Regional Enid Woodring
Aeroportul Regional Enid Woodring (IATA: WDG, ICAO: KWDG, FAA LID: WDG) este un aeroport din Oklahoma, Statele Unite ale Americii ce deservește zona Enid⁠(d). Aeroportul a fost tranzitat în 2019 de 16 pasageri. A fost numit după zona deservită.
Situat la o altitudine de 356 m, aeroportul dispune de 2 piste.

## Infrastructură

### Piste
Aeroportul dispune de 2 piste. Pista 17/35 are suprafața de beton și dimensiunile 8.614 picioare × 100 picioare. Pista 13/31 are suprafața de asfalt și dimensiunile 3.150 picioare × 108 picioare. 